# 牌の魔術師 (ゲーム)
『牌の魔術師』（はいのまじゅつし）は、1989年に当時のコナミが開発・販売したMSX2用麻雀ゲームである。
同名の小説・漫画『牌の魔術師』（パイのまじゅつし）とは無関係。

## 概要
コンピュータの操るキャラクター達と対戦する本格的な4人打ち麻雀。対戦キャラクターはコナミの他の様々なゲームから8名が出場しており、前年にファミリーコンピュータで発売された『コナミワイワイワールド』のような夢の対決となっている。
搭載モードは練習対局と実践対局の2つで、練習対局は相手の手をオープンにすることができる。各対戦キャラクターには性格（打ち方傾向）が設定されているが、自分で性格を細かくエディットすることも可能。また対局を重ねる毎に腕を上げていく要素があり、成長データは『コナミの新10倍カートリッジ』のSRAMにセーブが可能である。
SCC音源チップは非搭載で、音声合成用に8bit D/Aチップが搭載されている。マニュアルの他にホチキス綴じの簡易的な麻雀の遊び方が特別付録として付属した。

## 対戦相手
シモン
『悪魔城ドラキュラ』の主人公。
アフロディーテ
『魔城伝説』シリーズのヒロイン。本作は『魔城伝説II ガリウスの迷宮』がベース。
スナッチャー
『スナッチャー』の敵キャラクター。
ヴェノム
『グラディウス2』の敵キャラクター。
ゴエモン
『がんばれゴエモン』シリーズの主人公。
ポポロン
『魔城伝説』シリーズの主人公。
ペンギン
『けっきょく南極大冒険』の主人公。
モアイ
『グラディウス』シリーズの敵キャラクター。